# Eduard Adorno

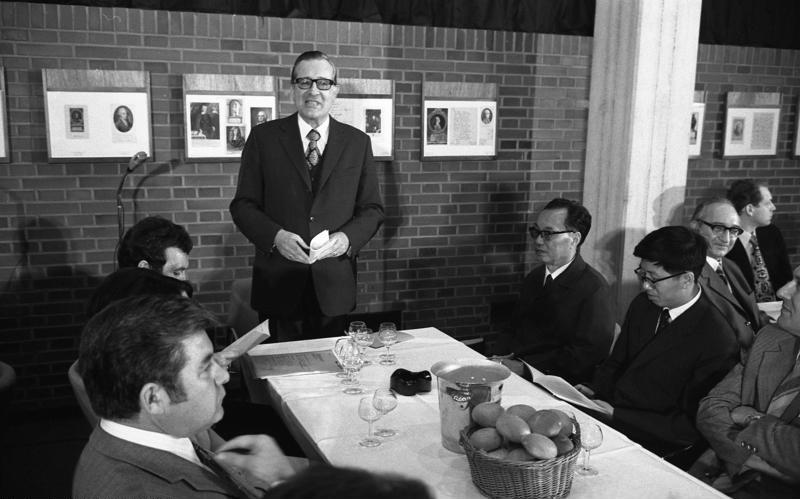
Eduard Adorno (stehend) in der Landesvertretung Baden-Württemberg in Bonn 1974

Eduard Adorno (* 31. Oktober 1920 in München; † 28. Dezember 2000 in Bad Wörishofen) war ein deutscher Politiker (CDU). Er war zunächst Landwirt. Von 1961 bis 1972 war er Mitglied des Deutschen Bundestages, von 1967 bis 1969 Parlamentarischer Staatssekretär beim Bundesminister der Verteidigung und von 1972 bis 1980 Minister für Bundesangelegenheiten im Staatsministerium Baden-Württemberg und Bevollmächtigter des Landes Württemberg beim Bund.

## Familie und Ausbildung
Eduard Adornos Mutter war Aenny Adorno, geborene Nothhaft, sein Vater der Arzt Ludwig Adorno. Nach seinem Abitur 1940 am Maristenkolleg in Mindelheim wurde er als Gebirgsjäger in die Wehrmacht eingezogen. Im Zweiten Weltkrieg kämpfte er als Unteroffizier (Reserveoffizieranwärter) eines Artillerieverbandes an der West- und Ostfront und wurde 1944 in der Normandie schwer verwundet. Er geriet in Kriegsgefangenschaft, aus der er noch vor Kriegsende fliehen konnte. Er studierte an der TH München, ab 1946 Landwirtschaft an der Landwirtschaftlichen Hochschule Hohenheim und schloss 1950 als Diplomlandwirt ab. Dort wurde er Mitglied der katholischen Studentenverbindung KDStV Carolingia im CV. 1951 übernahm er die Leitung des elterlichen Obst- und Hopfengutes Kaltenberg bei Tettnang. Von 1959 bis 1963 war er Vorsitzender des Verbandes deutscher Hopfenpflanzer und von 1959 bis 1967 Vizepräsident des Europäischen Hopfenbaubüros in Straßburg. Zudem war er von 1961 bis 1967 auch Präsident des Ausschusses der Hopfenerzeuger des Gemeinsamen Marktes und von 1962 bis 1971 Vorsitzender des Arbeitskreises Bodenseeobst e. V.
Nach seinem Ausstieg aus der Politik 1980 wurde Adorno Weingutsbesitzer in Kalifornien.
Adorno lebte in Stuttgart. Er erhielt 1975 das Große Bundesverdienstkreuz und 1980 das Große Bundesverdienstkreuz mit Stern. 1984 wurde er mit der Verdienstmedaille des Landes Baden-Württemberg ausgezeichnet. Er war zudem Ehrensenator der Universität Hohenheim.
Adorno, dessen Eltern vor 1986 gestorben waren, war katholisch, ab 1950 mit Marliese Adorno, geborene Dahmen, danach ab 1983 mit Heidi Adorno, geborene Illgen, verheiratet. Er war Neffe des Zentrumspolitikers Oscar Adolf Adorno (1872–1937), der dem Württembergischen Landtag angehört hatte.

## Partei

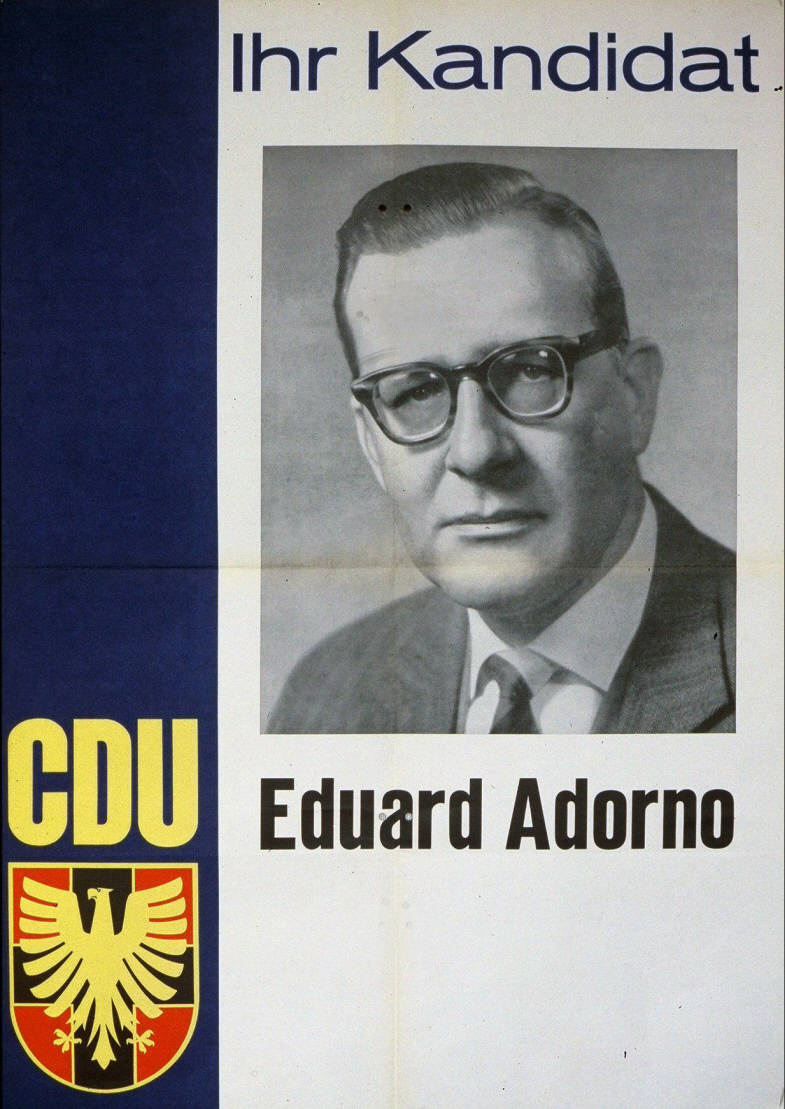
Wahlplakat (1961)

1956 wurde Eduard Adorno Vorsitzender des zu jener Zeit noch selbständigen CDU-Landesverbandes in Südwürttemberg-Hohenzollern. Das Amt bekleidete er 21 Jahre lang bis 1977, ab 1971 als CDU-Bezirksvorsitzender. Von 1970 bis 1977 war er stellvertretender Landesvorsitzender der CDU Baden-Württemberg.

## Abgeordneter
1961 wurde er Abgeordneter des Wahlkreises Wangen/Tettnang/Ravensburg. Er war von 1961 bis zu seiner Mandatsniederlegung am 21. August 1972 Mitglied des Deutschen Bundestages. Er ist stets als direkt gewählter Abgeordneter des Wahlkreises Ravensburg in den Bundestag eingezogen.
Von November 1965 bis zum 19. April 1967 war Adorno stellvertretender Vorsitzender der CDU/CSU-Bundestagsfraktion.

## Öffentliche Ämter
Am 19. April 1967 wurde er als parlamentarischer Staatssekretär des Bundesministers der Verteidigung in die von Bundeskanzler Kurt Georg Kiesinger geführte Bundesregierung berufen. Hier leitete er die nach ihm benannte Kommission, deren Aufgabe es war, Vorschläge zur Verwirklichung der Wehrgerechtigkeit zu erarbeiten. Nach der Bundestagswahl 1969 schied er am 22. Oktober 1969 aus dem Amt.
1972 wurde Adorno, damals stellvertretender CDU-Landesvorsitzender in Baden-Württemberg, vom damaligen Ministerpräsidenten Hans Filbinger zum Minister für Bundesangelegenheiten und zum Bevollmächtigten des Landes Baden-Württemberg beim Bund ernannt. Adorno hatte dieses Amt acht Jahre lang inne. In dieser Funktion war er Mitglied des Bundesrates, Mitglied des Vermittlungsausschusses und 1979 Doyen der Bevollmächtigten. Von 1976 bis 1980 war er Landesbeauftragter für die Direktwahl zum Europäischen Parlament sowie Vorsitzender des Landesverbandes Baden-Württemberg der Europäischen Union. 1980 schied er aus der Politik aus.